# OR Tambo
Der Distrikt OR Tambo (englisch OR Tambo District Municipality) liegt in der Provinz Ostkap in Südafrika. Auf einer Fläche von 12.096 km² leben rund 1,36 Millionen Einwohner (Stand 2011). Der Verwaltungssitz befindet sich in Mthatha.
Der Distrikt ist benannt nach Oliver Reginald Tambo.

## Gemeinden (Local Municipalities) mit ihren Verwaltungssitzen
Die Lokalgemeinden Mbizana und Ntabankulu wurden 2011 dem Nachbardistrikt Alfred Nzo zugeschlagen.

## Parks und Naturschutzgebiete
- Hluleka Nature Reserve
- Mbizana Nature Reserve
- Mkhambathi Nature Reserve
- Silaka Nature Reserve
- Umtamvuna Nature Reserve